# Robert Doutreligne
Robert Florimond Doutreligne (Kortrijk, 22 juni 1861 - Oudenaarde, 17 december 1921) was een Belgisch volksvertegenwoordiger en burgemeester voor de Katholieke Partij.

## Levensloop
Doutreligne promoveerde tot doctor in  de geneeskunde en vestigde zich als arts in Oudenaarde.
Hij werd in 1889 verkozen tot gemeenteraadslid van Oudenaarde, waar hij van 1918 tot aan zijn dood in 1921 burgemeester was.
Hij werd tevens van 1919 tot 1921 verkozen tot volksvertegenwoordiger voor de Katholieke Partij in het arrondissement Oudenaarde.